# Río Ceballos
Río Ceballos är en ort i Argentina.   Den ligger i provinsen Córdoba, i den centrala delen av landet, 700 km nordväst om huvudstaden Buenos Aires. Río Ceballos ligger 705 meter över havet och antalet invånare är 16 632.
Terrängen runt Río Ceballos är kuperad västerut, men österut är den platt. Runt Río Ceballos är det ganska tätbefolkat, med 86 invånare per kvadratkilometer.. Närmaste större samhälle är La Calera, 19,9 km söder om Río Ceballos.
Trakten runt Río Ceballos består till största delen av jordbruksmark.